# Adinda dollfusi
Adinda dollfusi là một loài chân đều trong họ Scleropactidae. Loài này được Richardson Searle miêu tả khoa học năm 1922.